# Сукова, Хелена
Хеле́на Су́кова (чеш. Helena Suková, фонетически правильно Гелена; род. 23 февраля 1965 в Праге) — бывшая профессиональная теннисистка, выступавшая под флагом ЧССР и Чешской республики. Бывшая первая ракетка мира в женском парном разряде.
- Двукратная финалистка Олимпийских игр (1988, 1996) в женском парном разряде.
- Девятикратная победительница турниров Большого шлема в женском парном разряде (обладательница «карьерного» Большого шлема: выиграла все турниры Большого шлема, но в разные годы).
- Пятикратная победительница турниров Большого шлема в смешанном парном разряде.
- Победительница 78 турниров WTA (10 — в одиночном разряде).
- Четырёхкратная победительница Кубка Федерации в составе сборной ЧССР.
- Член Международного зала теннисной славы с 2018 года (решение о включении в списки принято в январе, официальная церемония состоится в июле)[3].
- Награждена медалью «За заслуги» 1-й степени (2018)[4].

## Спортивная карьера
Хелена Сукова родилась в семье теннисистов: её отец Цирил Сук был президентом теннисной федерации Чехословакии, а мать, Вера Сукова, финалисткой Уимблдонского турнира 1962 года. Брат Хелены, Цирил-младший, также был профессиональным теннисистом.
Свой первый турнир WTA Хелена выиграла в Ньюпорт-Ньюс в январе 1982 года, за год до официального перехода в профессионалы. С этого же года она выступает за сборную Чехословакии в Кубке Федерации.
Уже в 1983 году Сукова выигрывает со сборной Чехословакии Кубок Федерации. Этот успех она повторит со сборной Чехословакии ещё дважды подряд и в четвёртый раз в 1988 году. В общей сложности Сукова провела за сборную Чехословакии 54 игры и ещё 19 за сборную Чешской республики, выиграла 45 матчей и проиграла 11 в одиночном разряде, выиграла 12 и проиграла 5 в парах.
В 1984 году Сукова выходит в свой первый финал турнира Большого шлема — Открытого чемпионата Австралии, по пути прервав серию из 74 побед Мартины Навратиловой. В финале она уступает Крис Эверт в трёх сетах. На этом же турнире Сукова вместе с представительницей ФРГ Клаудией Коде-Кильш впервые проходит и в финал соревнований женских пар, где Навратилова в паре с Пэм Шрайвер взяла реванш за поражение в одиночном разряде. Эта победа принесла Навратиловой и Шрайвер титул обладательниц Большого шлема; они по сей день являются единственной женской парой, владеющей этим титулом.
В 1985 году Сукова выигрывает свой первый турнир Большого шлема, Открытый чемпионат США, вновь в паре с Коде-Кильш. В финале они побеждают Навратилову и Шрайвер. Со временем парный разряд станет основным для Суковой, хотя именно в 1985 году она добралась до четвёртого места в рейтинге WTA среди теннисисток-одиночек, своей высшей позиции в одиночном разряде.
В 1988 году Сукова в паре со своей соотечественницей Яной Новотной проходит в финал женского парного турнира на Олимпиаде в Сеуле. Там они уступают в трёх сетах американской паре Гаррисон — Шрайвер; о накале борьбы свидетельствует счёт в третьем, решающем сете — 10:8 в пользу американок.
1990 год мог стать историческим для Суковой и Новотной: они выиграли соревнования пар на Открытом чемпионате Австралии, Открытом чемпионате Франции и Уимблдонском турнире и вышли в финал Открытого чемпионата США, где им противостояла пара Мартина Навратилова — Джиджи Фернандес; с этими соперницами они уже встречались в этом году дважды — один раз победили и один проиграли. Если бы Новотна и Сукова выиграли эту встречу, они стали бы второй женской парой в истории, завоевавшей классический Большой шлем, после Навратиловой и Шрайвер, сделавших это в 1984 году; но Навратилова и Фернандес выиграли 6:2, 6:4, и 1990 год остался для Суковой только годом, в котором она завершила завоевание карьерного Большого шлема.
В девяностые годы Сукова начинает активно участвовать в соревнованиях смешанных пар. С 1991 по 1998 год она восемь раз попадает в финал турниров Большого шлема, в том числе четыре раза со своим братом Цирилом и трижды с Тоддом Вудбриджем, и одерживает пять побед (последнюю в 1997 году). В отличие от женских пар, Суковой так и не удалось завершить карьерный Большой шлем в миксте: она дважды играла в финале Открытого чемпионата Австралии в этой категории, но победить не смогла.
В 1996 году пара Новотна — Сукова уже под флагом Чешской республики вновь попадает в финал женского парного турнира на Олимпиаде в Атланте, но и на сей раз им не удаётся победить: на их пути вновь становится Джиджи Фернандес, на этот раз со своей однофамилицей Мэри-Джо. Олимпийские чемпионки Барселоны успешно защитили свой титул в Атланте, обыграв чешскую пару в двух сетах 7:6(6), 6:4.
В 1998 году Сукова официально прекратила выступления. Последним выигранным ей турниром стал турнир в Сиднее, где она победила в паре с Мартиной Хингис. В 2006 году ей и Цирилу Суку был предоставлен wildcard на участие в турнире смешанных пар Уимблдонского турнира. 43-летняя Хелена и её брат уступили в первом же круге итальянской паре Пеннетта — Прието.

## Участие в финалах турниров Большого шлема (26)

### Одиночный разряд (4)

#### Поражения (4)
| Год  | Турнир                           | Соперница в финале  | Счёт в финале  |
| 1984 | Открытый чемпионат Австралии     | Крис Эверт          | 6-74, 6-3, 6-1 |
| 1986 | Открытый чемпионат США           | Мартина Навратилова | 6-3, 6-2       |
| 1989 | Открытый чемпионат Австралии (2) | Штеффи Граф         | 6-4, 6-4       |
| 1993 | Открытый чемпионат США (2)       | Штеффи Граф         | 6-3, 6-3       |

### Женский парный разряд (14)

#### Победы (9)
| Год  | Турнир                           | Партнёр               | Соперницы в финале                      | Счёт в финале  |
| 1985 | Открытый чемпионат США           | Клаудиа Коде-Кильш    | Мартина Навратилова Пэм Шрайвер         | 6-75, 6-2, 6-3 |
| 1987 | Уимблдонский турнир              | Клаудиа Коде-Кильш    | Бетси Нагельсен Элизабет Смайли         | 7-5, 7-5       |
| 1989 | Уимблдонский турнир (2)          | Яна Новотна           | Наталья Зверева Лариса Савченко         | 6-1, 6-2       |
| 1990 | Открытый чемпионат Австралии     | Яна Новотна           | Патти Фендик Мэри-Джо Фернандес         | 7-65, 7-66     |
| 1990 | Открытый чемпионат Франции       | Яна Новотна           | Наталья Зверева Лариса Савченко         | 6-4, 7-5       |
| 1990 | Уимблдонский турнир (3)          | Яна Новотна           | Кэти Джордан Элизабет Смайли            | 6-4, 6-0       |
| 1992 | Открытый чемпионат Австралии (2) | Аранта Санчес-Викарио | Зина Гаррисон Мэри-Джо Фернандес        | 6-4, 7-63      |
| 1993 | Открытый чемпионат США (2)       | Аранта Санчес-Викарио | Инес Горрочатеги Аманда Кётцер          | 6-4, 6-2       |
| 1996 | Уимблдонский турнир (4)          | Мартина Хингис        | Мередит Макграт Лариса Савченко-Нейланд | 5-7, 7-5, 6-1  |

#### Поражения (5)
| Год  | Турнир                           | Партнёр            | Соперницы в финале                   | Счёт в финале |
| 1984 | Открытый чемпионат Австралии     | Клаудиа Коде-Кильш | Мартина Навратилова Пэм Шрайвер      | 6-3, 6-4      |
| 1985 | Открытый чемпионат Франции       | Клаудиа Коде-Кильш | Мартина Навратилова Пэм Шрайвер      | 4-6, 6-2, 6-2 |
| 1985 | Открытый чемпионат Австралии (2) | Клаудиа Коде-Кильш | Мартина Навратилова Пэм Шрайвер      | 6-3, 6-4      |
| 1988 | Открытый чемпионат Франции (2)   | Клаудиа Коде-Кильш | Мартина Навратилова Пэм Шрайвер      | 6-2, 7-5      |
| 1990 | Открытый чемпионат США           | Яна Новотна        | Мартина Навратилова Джиджи Фернандес | 6-2, 6-4      |

### Смешанный парный разряд (8)

#### Победы (5)
| Год  | Турнир                     | Партнёр       | Соперницы в финале               | Счёт в финале |
| 1991 | Открытый чемпионат Франции | Цирил Сук     | Каролин Вис Пауль Хаархус        | 3-6, 6-4, 6-1 |
| 1993 | Открытый чемпионат США     | Тодд Вудбридж | Мартина Навратилова Марк Вудфорд | 6-3, 7-6      |
| 1994 | Уимблдонский турнир        | Тодд Вудбридж | Лори Макнил Т. Дж. Мидлтон       | 3-6, 7-5, 6-3 |
| 1996 | Уимблдонский турнир (2)    | Цирил Сук     | Лариса Нейланд Марк Вудфорд      | 1-6, 6-3, 6-2 |
| 1997 | Уимблдонский турнир (3)    | Цирил Сук     | Лариса Нейланд Андрей Ольховский | 4-6, 6-3, 6-4 |

#### Поражения (3)
| Год  | Турнир                           | Партнёр       | Соперницы в финале               | Счёт в финале  |
| 1992 | Открытый чемпионат США           | Том Нейссен   | Николь Провис Марк Вудфорд       | 4-6, 6-3, 6-3  |
| 1994 | Открытый чемпионат Австралии     | Тодд Вудбридж | Лариса Нейланд Андрей Ольховский | 7-5, 6-77, 6-2 |
| 1998 | Открытый чемпионат Австралии (2) | Цирил Сук     | Винус Уильямс Джастин Гимелстоб  | 6-2, 6-1       |